# Věžná (ort i Tjeckien, lat 49,41, long 14,99)
Věžná är en ort i Tjeckien.   Den ligger i regionen Vysočina, i den centrala delen av landet, 90 km sydost om huvudstaden Prag. Věžná ligger 570 meter över havet och antalet invånare är 120.
Terrängen runt Věžná är platt. Runt Věžná är det glesbefolkat, med 17 invånare per kvadratkilometer. Närmaste större samhälle är Pelhřimov, 17,1 km öster om Věžná. Omgivningarna runt Věžná är en mosaik av jordbruksmark och naturlig växtlighet.